# Polystichum walkerae
Polystichum walkerae är en träjonväxtart som först beskrevs av William Jackson Hooker, och fick sitt nu gällande namn av Sledge. Polystichum walkerae ingår i släktet Polystichum och familjen Dryopteridaceae. Inga underarter finns listade.